# Сухенко Максим Анатолійович
Макси́м Анато́лійович Сухе́нко (нар. 17 березня 1980, м. Київ) — український журналіст, ведучий проєктів на каналі 2+2 та всеукраїнського марафону «Єдині новини» від телеканалу 1+1. Телепродюсер документальних, інформаційних, публіцистичних та розважальних програм в 1+1 media. Член української Телеакадемії. В минулому воєнний кореспондент.

## Навчання і кар'єра
Закінчив школу № 129 у Києві (1985—1996). У 2000 році здобув ступінь магістра в Інституті журналістики Національного університету імені Тараса Шевченка.
Працював за фахом в українських аудіовізуальних медіа. З 1998 по 2001 рік був репортером програми «Вісті із Миколою Канішевським» на телеканалах Інтер, ICTV, ТЕТ. З 2001 по 2004 рік був репортером новинної програми «Вікна-новини» на телеканалі СТБ. Відтак — оглядачем на УТН (УТ-1), а з 2005 по 2006 рік обіймав посаду головного редактора та ведучого програми «Новини» на телеканалі КРТ.
Був спеціальним кореспондентом проєктів «ТСН» і «ТСН. Тиждень» на телеканалі 1+1 (2006—2010). З 2010 по 2017 рік очолював департамент журналістських розслідувань у медіахолдингу 1+1 media. З 2010 року керує групою телепроєктів холдингу 1+1 media, працює як телепродюсер і ведучий.
З 2023 року веде марафон «Єдині новини» на телеканалі 1+1.
Як воєнний кореспондент має десятирічний досвід роботи в гарячих точках. За висвітлення роботи українських миротворців у Африці, Іраку, Косові, Лівані має низку державних нагород і відзнак Міністерства оборони України та Державної служби з надзвичайних ситуацій.  

### Продюсерські проєкти

#### Документальні лінійки:
- «Дороги смерті» (4 епізоди: «Смертельна петля», «Відмазані», «Ціна швидкості», «Залежні») — телеканал 2+2
- документальна стрічка «Небесна ліга» — телеканал 1+1
- документальна лінійка «Диктатори» (6 епізодів, спецлінійка програми «Загублений світ») — телеканал 2+2
- документальна лінійка «Україна змінює Другу світову» (4 епізоди: спецлінійка програми «Загублений світ» — «Невідомі армії ДСВ», «Остання лицарська війна», «Радіо Афродіта», «Найкращий ворог Сталіна») — телеканал 2+2

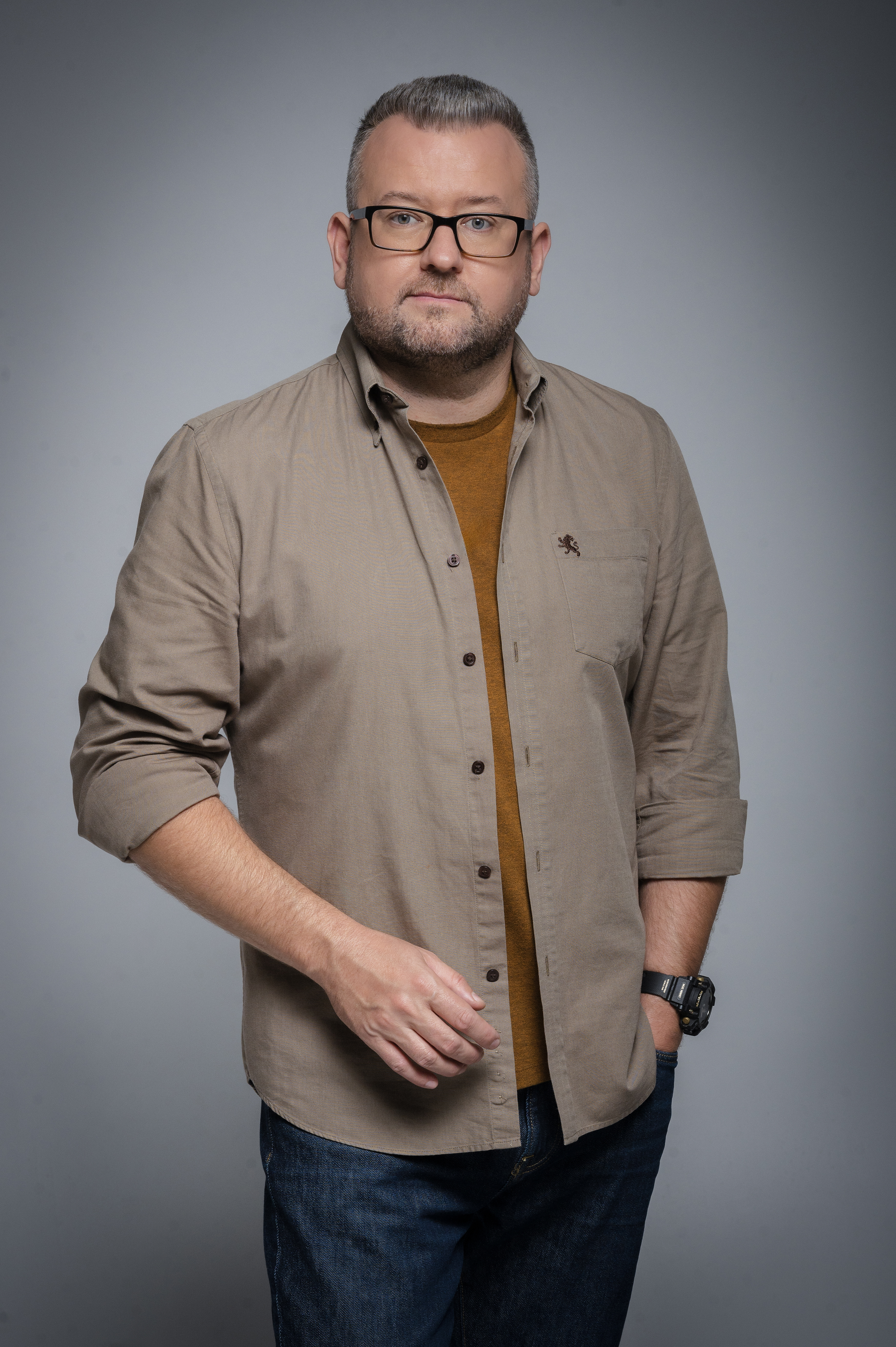
Максим Сухенко

#### Розважальні проєкти
- «Загублений світ»
- «Шалені перегони»
- «Помста природи»
- Кулінарне шоу «На коня»

#### Телепроєкти журналістських розслідувань
- «Гроші» — програма отримала поспіль 7 нагород національної телевізійної премії України «Телетріумф», як краща програма журналістських розслідувань (телеканал 1+1)
- «Секретні матеріали» — виробляв і редагував проєкт (телеканали 1+1 і 2+2)

Також запустив новини: «Джедаї» та «Джедаї. Тиждень», спортивні новини «Спорт тайм» (телеканал 2+2).

## Громадська та соціальна діяльність
Викладав курси журналістики та продюсерської діяльності в Інституті журналістики КНУ імені Шевченка, виступає з лекціями в інших українських закладах вищої освіти. 

## Хобі та захоплення
Захоплюється активним спортом: баскетбол, яхтинг, віндсерфінг, є кандидатом в майстри спорту по гандболу. Полюбляє комп'ютерні ігри, а також мандрівки та походи. Популяризує розвиток туризму в Україні, вважаючи його одним з пріоритетних напрямів для відновлення економіки. Захоплюється відкриттям і популяризацією нових та маловідомих місць в Україні, які мають історичне та культурне значення. Об'їздив понад 40 країн: від сніжної Гренландії до африканської Сьєрра-Леоне. 

## Родина та особисте життя
Одружений. Має доньку та сина.  

## Відзнаки
- Премія «Фаворит телепреси» — перше місце в щорічному конкурсі 2012 року — програмі журналістських розслідувань «Гроші» («1+1»)[9]
- Нагороджений нагрудним знаком Командувача об'єднаних сил Збройних Сил України «За службу та звитягу» ІІІ ступеня від 10 жовтня 2022 року №121[джерело?]
- Нагороджений відзнакою Державної спеціальної служби транспорту «За сприяння розвитку» від 07 червня 2022 року №49